# Ханксвил (Јута)
Ханксвил (енгл. Hanksville) град је у америчкој савезној држави Јута.

## Демографија
По попису из 2010. године број становника је 219.
| Група             | 2000.    | 2010.       |
| Белци             | 0 (0,0%) | 213 (97,3%) |
| Афроамериканци    | 0 (0,0%) | 0 (0,0%)    |
| Азијати           | 0 (0,0%) | 1 (0,5%)    |
| Хиспаноамериканци | 0 (0,0%) | 2 (0,9%)    |
| Укупно            | 0        | 219         |